# Río Secchia
El Secchia (llamado por Plinio Gabellus) es un río de la Italia septentrional, con una longitud de 172 km. Es uno de los principales afluentes del Po por la derecha. Su naciente está a 2017 m s. n. m., en Alpe de Succiso, cerca del paso de Cerreto en los Apeninos septentrionales, en concreto en el tramo tosco-emiliano. Recorre la región de Emilia-Romaña, 

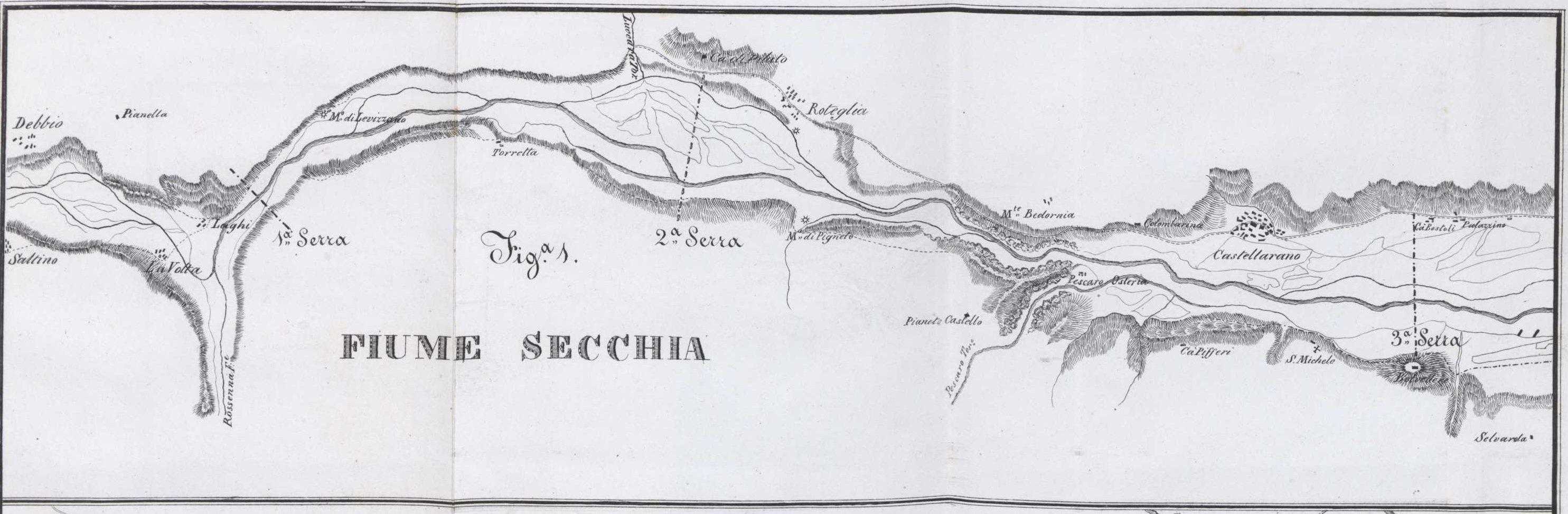
Secchia, 1847

Después de su nacimiento se dirige al norte, tocando el territorio de Frignano, pasando al territorio del municipio de Pavullo nel Frignano y alcanzando el Valle del Po cerca de Sassuolo (en la provincia de Módena). Aquí toca la ciudad de Módena y, con su ribera protegida por muros de contención, desemboca en el Po justo al sur de Mantua, cerca de la desembocadura del Mincio.

## Curiosidades
Situado al norte de la vía Emilia, el curso del río sufrió muchas alteraciones; se cree que en tiempo de los romanos discurría más al oeste de su actual ubicación, en la dirección de Cavezzo, y se cambió de repente a su curso más al este, desembocando en el Po en Bondeno. En 1288-1360 fue desviado a su actual curso, después de un acuerdo entre las ciudades de Parma, Reggio Emilia, Módena, Mantua y Ferrara, que bautizó, en honor de esta alianza, la ciudad ubicada en las orillas del Secchia como la Concordia sulla Secchia. 
El río era conocido como Sicla o Secia en latín, y en italiano es un nombre masculino para los nativos de Reggio Emilia (il Secchia) y femenino para los de Módena (la Secchia).

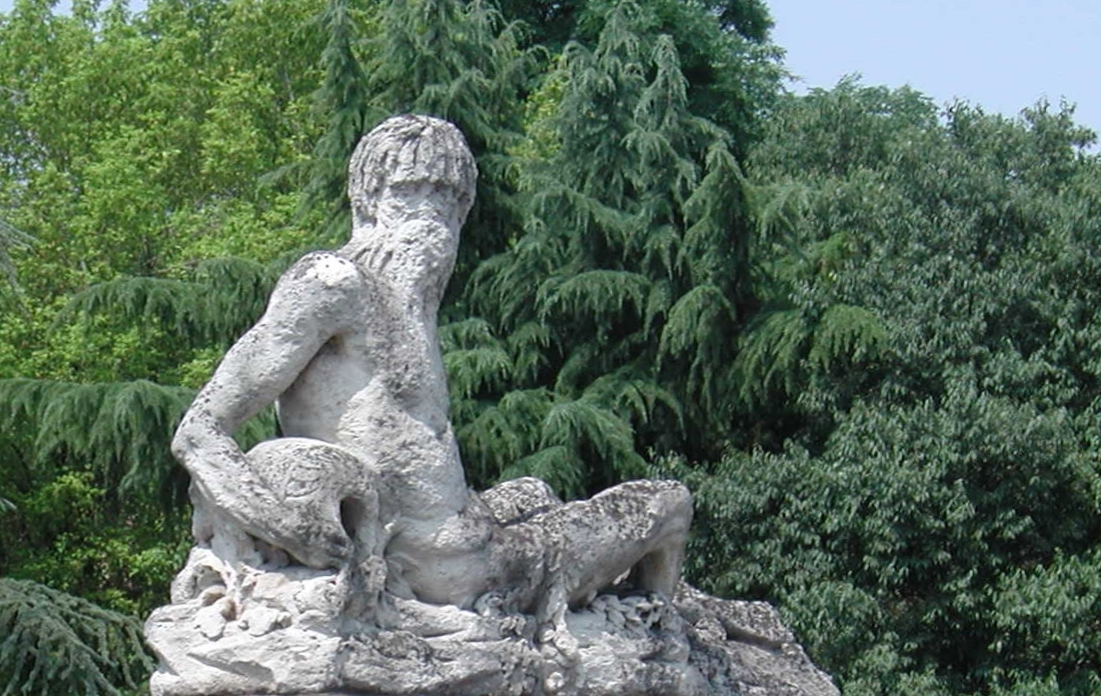
Reggio Emilia: estatua del puente Crostolo dedicada al río Secchia,.